# Arhopala ardea
Arhopala ardea är en fjärilsart som beskrevs av Evans 1932. Arhopala ardea ingår i släktet Arhopala och familjen juvelvingar. Inga underarter finns listade i Catalogue of Life.